# Vireolanius melitophrys
Vireolanius melitophrys е вид птица от семейство Vireonidae.

## Разпространение
Видът е разпространен в Гватемала и Мексико.